# Musée François-Pompon
Le musée François-Pompon est un musée d'archéologie, d'ethnologie, d'histoire et de beaux-arts à Saulieu, dans le département de la Côte-d'Or en Bourgogne-Franche-Comté. Il est consacré en grande partie au sculpteur animalier bourguignon François Pompon (1855-1933) né à Saulieu le 9 mai 1855. Le musée est labellisé Musée de France.

## Historique
En 1930, le musée d’ethnologie du Morvan est créé par la municipalité dans un hôtel particulier (ancien presbytère) du XVIIe siècle, attenant à la Basilique Saint-Andoche de Saulieu.
En 1932, lors d'un séjour dans la ville de sa naissance, François Pompon (formé entre autres par Auguste Rodin et Pierre Louis Rouillard), choisit une salle du musée municipal pour en faire un musée qui lui est consacré. Il disparaît le 6 mai 1933 et repose depuis à Saulieu. Sans postérité, il lègue ses trois cents œuvres à la France. Elles sont conservées dans un premier temps au jardin des plantes de Paris, puis au musée des beaux-arts de Dijon. 

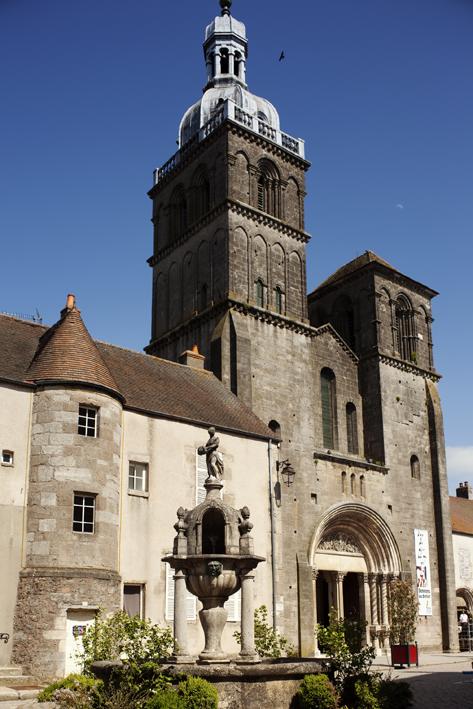
Musée et basilique Saint-Andoche de Saulieu.
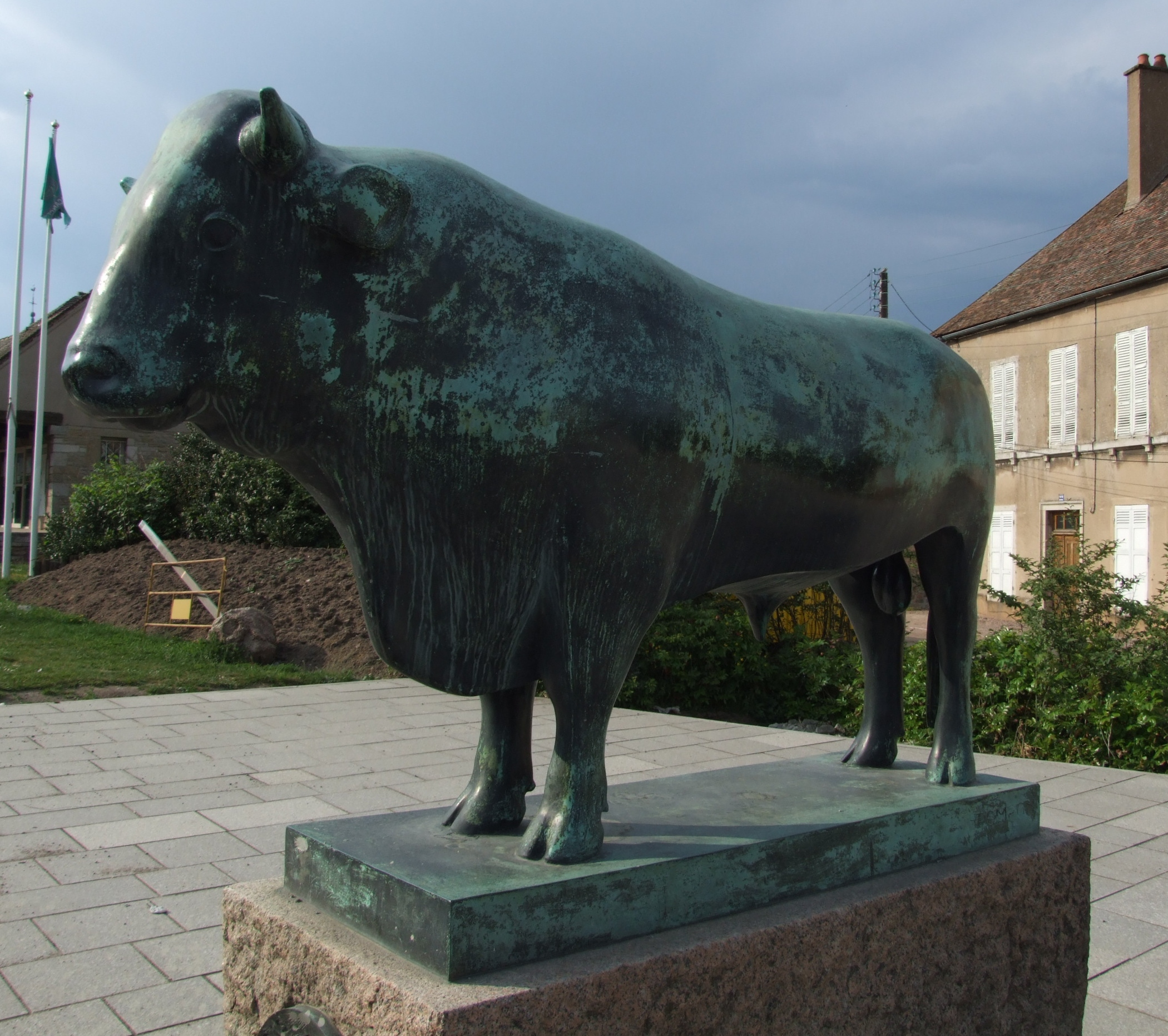
Taureau à Saulieu.
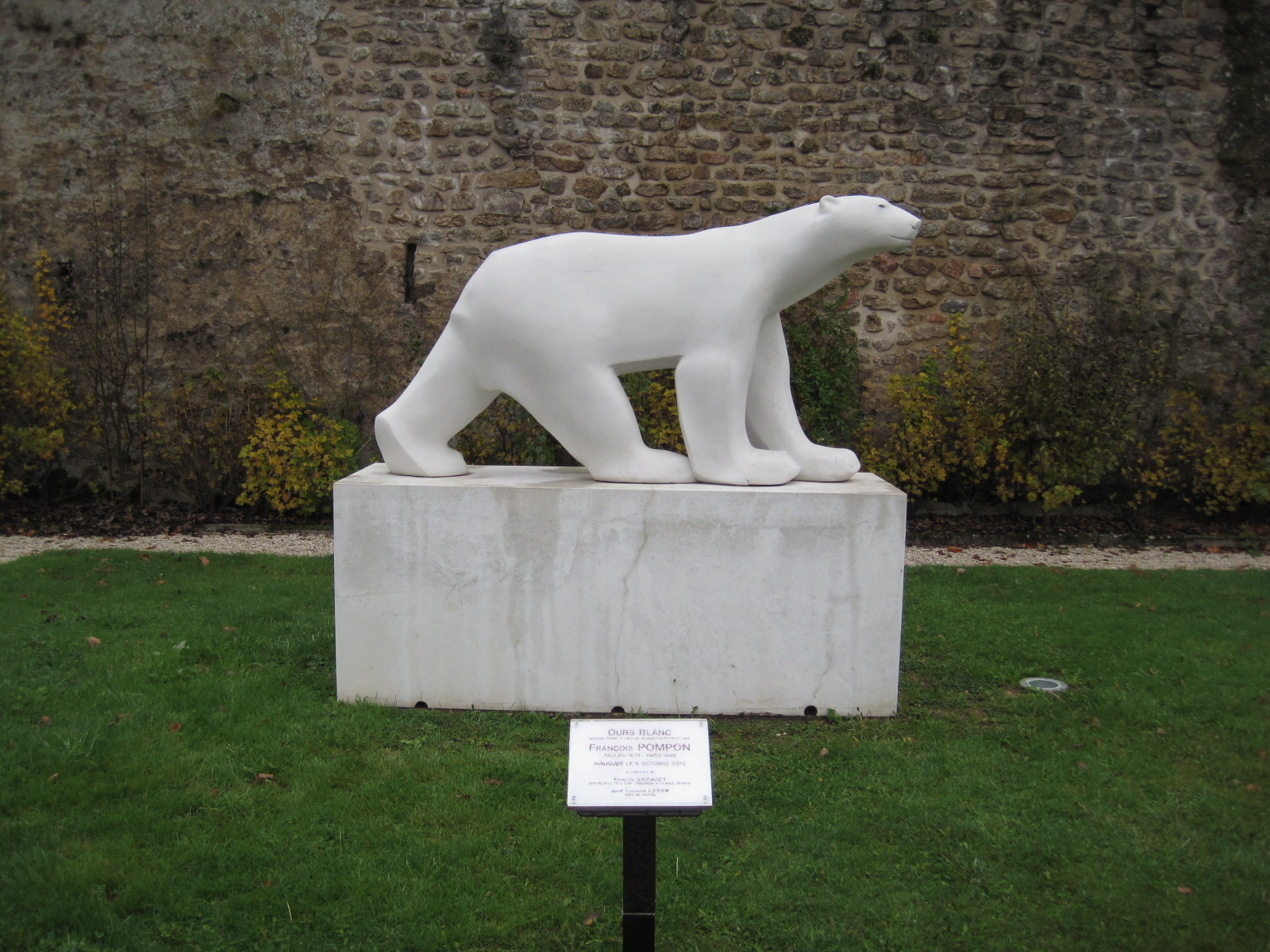
Réplique de l'Ours blanc devant le restaurant La Côte d'Or.

Le nouveau musée François-Pompon de Saulieu est inauguré le 22 juillet 1934 à l'endroit choisi par le sculpteur. 
- Rez-de-chaussée : antiquités grecque et gallo-romaine, art sacré, arts et traditions populaires, maison morvandelle, vieux métiers et leurs outils : forgeron, sabotier, agriculteur, apiculteur…
- Étage : galerie d'art consacrée au sculpteur François Pompon avec vingt-deux sculptures animalières (caractérisées par des surfaces polies et une économie de détails).
- Une salle consacrée à la gastronomie et à ses célèbres grands chefs du restaurant gastronomique La Côte d'Or de Saulieu : Alexandre Dumaine (1895-1974) et Bernard Loiseau (1951-2003).
- Des expositions temporaires et des conférences.
- Une boutique.